# Lijst van afleveringen van Da Ali G Show
Da Ali G Show is een komedieprogramma gepresenteerd door Sacha Baron Cohen. Zie voor het hoofdartikel over deze televisieserie het artikel Da Ali G Show.
In totaal zijn er twee seizoenen gemaakt. De eerste werd gemaakt voor het Britse Channel 4, de tweede voor het Amerikaanse HBO.

## Seizoen 1
- uitgezonden op Channel 4
- speelt zich af in Europa en het Verenigd Koninkrijk
- één seizoen gemaakt
- naam van de aflevering is gebaseerd op de speciale gast

- 101 - Neil Hamilton
- 102 - Mohammed Al Fayed
- 103 - Gail Porter
- 104 - Roy Hattersley
- 105 - John Humphrys
- 106 - Anita Roddick

## Seizoen 2
- uitgezonden op HBO in 2003
- speelt zich af in de Verenigde Staten
- twee seizoenen gemaakt

- 101 - Law
- 102 - War
- 103 - Politics
- 104 - Art
- 105 - Science
- 106 - Belief

### Seizoen 2 (2004)
- 201 - Respek
- 202 - Rekognize
- 203 - Peace
- 204 - Realize
- 205 - Jah
- 206 - Realness